# Lajos Szűcs
Lajos Szűcs (Budapeste, 8 de agosto de 1973) é um ex-futebolista húngaro, que atuava como goleiro.

## Carreira
Iniciou a carreira em 1994, no Újpest, marcando um gol em 92 partidas pelo clube, onde atuou até 1997. Teve ainda duas curtas passagens pelo Kaiserslautern entre 1997 e 1999 (três jogos) e em 2000, por empréstimo.
Ao assinar com o Ferencváros, Szűcs foi alvo da fúria dos torcedores do Újpest (os dois clubes protagonizam uma das maiores rivalidades do futebol húngaro). Curiosamente, ele havia jogado nas categorias de base do Ferencváros antes de se profissionalizar no Újpest. Pelos Zöld Sasok, o goleiro atuou em 200 partidas entre 1999 e 2006, marcando 4 gols. Passou ainda 10 temporadas representando o Lombard-Pápa, jogando 273 partidas. Com o rebaixamento da equipe à segunda divisão húngara, Szűcs assinou com o Dunaújváros PASE, que também disputa a divisão de acesso.

## Seleção
Jogou ainda 3 partidas com a Seleção principal da Hungria entre 2002 e 2005. Atuou pela Seleção Húngara nos Jogos Olímpicos de Verão de 1996, em Atlanta.